# چاپییناتس
چاپییناتس (به صربی: Čapljinac) یک روستا در صربستان است که در دویواتس واقع شده‌است.